# Giovanni Soreth
Giovanni Soreth (Caen, 1394 circa – Angers, 25 luglio 1471) è stato un presbitero francese dell'Ordine della Beata Vergine del Monte Carmelo, priore generale dell'ordine dal 1451 alla morte. Fu beatificato, per equipollenza, da papa Pio IX nel 1866.

## Biografia
Abbracciò la vita religiosa tra i carmelitani del convento di Caen e fu ordinato sacerdote nel 1417. Studiò teologia a Parigi, ottenendo la licenza nel 1437 e il magistero il 26 maggio 1438; ottenne un magistero in teologia ad honorem anche dall'università di Padova, nel 1452.
Nel 1440 fu eletto superiore della provincia francese dell'ordine e nel 1451 priore generale, carica che ricoprì sino alla morte.
Al fine di riformare l'ordine, promosse il ritorno dei carmelitani alla vita di povertà e raccoglimento e difese, nonostante i suoi intenti separatisti, il movimento dell'osservanza, favorendo il passaggio di alcuni conventi alla congregazione mantovana dell'ordine.
Rivide le costituzioni e le promulgò nel 1462. Compose anche una Expositio parenetica in Regulam Carmelitarum.
Sotto il suo generalato sorse il second'ordine carmelitano, quello delle monache. Accettò nell'ordine monasteri femminili già esistenti e ne fondò di nuovi: nel 1468 rivestì dell'abito carmelitano Francesca d'Amboise, duchessa di Bretagna, che aveva fondato il monastero di Bon-Don.

## Culto
Il suo culto fu confermato da papa Pio IX il 3 maggio 1866.
In arte, il beato è raffigurato con l'abito carmelitano e una pisside, perché durante la devastazione di Liegi da parte di Carlo il Temerario, a rischio della vita, raccolse e riportò in chiesa le specie eucaristiche che il popolo aveva disperso a terra.
Il suo elogio si legge nel Martirologio romano all'8 maggio.